# Cecilia Roth
Cecilia Rotemberg (ur. 8 sierpnia 1958, w Buenos Aires) – argentyńska aktorka filmowa i telewizyjna. Jedna z najbardziej znanych aktorek Pedro Almodóvara.
Zasiadała w jury konkursu głównego na 58. MFF w Wenecji (2001).

## Filmografia
- Pepi, Luci, Bom i inne dziewczyny z dzielnicy (Pepi, Luci, Bom y otras chicas del montón, 1980) jako dziewczyna z reklamy
- Labirynt namiętności (Laberinto de pasiones, 1982) jako Sexilia
- Pośród ciemności (Entre tinieblas, 1983) jako Merche
- Czym sobie na to wszystko zasłużyłam? (¿Qué he hecho yo para merecer esto?, 1984) jako dziewczyna z reklamy
- Wszystko o mojej matce (Todo sobre mi madre, 1999) jako Manuela
- Podwójna osobowość (Segunda piel, 1999) jako Eva
- Porozmawiaj z nią, (Hable con ella, 2002) jako obecna wśród publiczności w czasie występu Caetano Veloso
- Epitafia (Epitafios), serial 2004 – 2009 jako Marina Segal

## Nagrody
- Nagroda Goya
  - Najlepsza aktorka: 2000 Wszystko o mojej matce
  - 1998 Martin